# Iran-Novin Partei
Die im Januar 2023 neu gegründete Iran-Novin-Partei (INP - übersetzt: „Partei Neuer Iran“, persisch حزب ایران نوین Hezb Iran Novin) ist eine von einigen iranischen, im Exil lebenden Mitgliedern der Farashgard-Stiftung und anderen politischen Aktivistinnen und Aktivisten ins Leben gerufene politische Partei.
Diese neue Iran-Novin-Partei verdankt ihren Namen und steht in der Tradition der gleichnamigen (im Jahr 1975 aufgelösten) Partei Neuer Iran (Iran-Novin-Partei), die ab 1963 im Iran aktiv war, sich die Modernisierung des Iran zum Ziel gesetzt und diese während ihrer Regierungszeit (1964 bis 1975) vorangetrieben hatte.

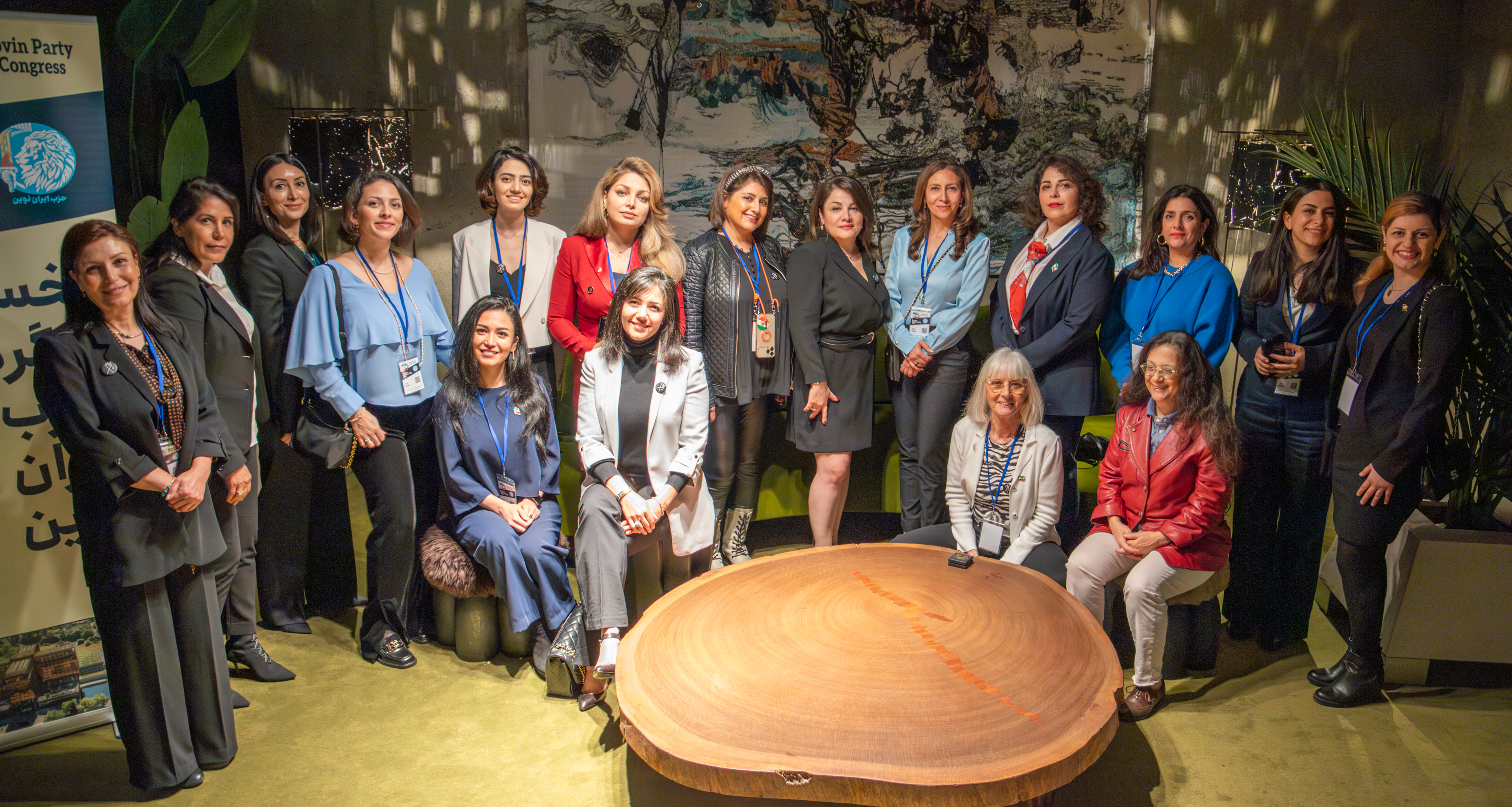
Mitglieder der neuen Iran-Novin-Partei (INP)

## Geschichte
Die Iran-Novin-Partei ist der ideologischen Strömung des sogenannten „Pahlavismus“ entsprungen, was bedeutet, dass die Gründer und Gründerinnen der INP sich und ihre Partei in der Tradition der Konstitutionellen Revolution von 1906 sehen und überzeugt sind, dass die beiden Pahlavi Könige (Reza Schah Pahlavi und Mohammad Reza Schah Pahlavi) wesentliche Schritte für die Etablierung von rechtsstaatlichen Strukturen im Iran unternommen haben und dabei von patriotischen Iranerinnen und Iranern, die sich für den Wiederaufbau des Irans eingesetzt haben und auf große Erfolge zurückblicken können, unterstützt wurden.

## Ziele
Im Zuge der massiven Proteste der Menschen im Iran gegen die Theokratie der Islamischen Republik in den letzten Jahren (vor allem 2023) hat sich die Iran-Novin-Partei der Abschaffung der Islamischen Republik und der Errichtung einer parlamentarischen, freiheitlichen und demokratischen Grundordnung als die würdigste Regierungsform für die Zukunft des Irans verschrieben.
Wirtschaftspolitisch vertritt die Iran-Novin-Partei den Wirtschaftsliberalismus. Nach Ansicht der Partei bilden „der Erhalt und die Sicherung des Privateigentums die Grundlage für die Entwicklung der Gesellschaft.“ Daher betrachtet die Iran-Novin-Partei die „Forderungen der konstitutionellen Bewegung und die großen Leistungen der Pahlavi Dynastie als Leitfaden auf ihrem Weg und ist überzeugt, dass Reza Schah eine einzigartige Rolle zur Erfüllung der Forderungen der konstitutionellen Bewegung wahrgenommen hat.“
Im Gegensatz zu einigen anderen iranischen Exil-Parteien, die selbst direkt am Sturz der konstitutionellen Monarchie im Iran und an der Gründung der Islamischen Republik beteiligt waren, verurteilt die Iran-Novin-Partei die Islamische Revolution im Iran (1979) gänzlich als „eine ideologisch aufgeladene Revolte, an der reaktionäre und rückwärtsgewandte und religiöse Fanatikerinnen und Fanatiker sowie landesfeindlich-gesinnte Kommunistinnen und Kommunisten eine entscheidende Rolle spielten.“

## Gründungskongress

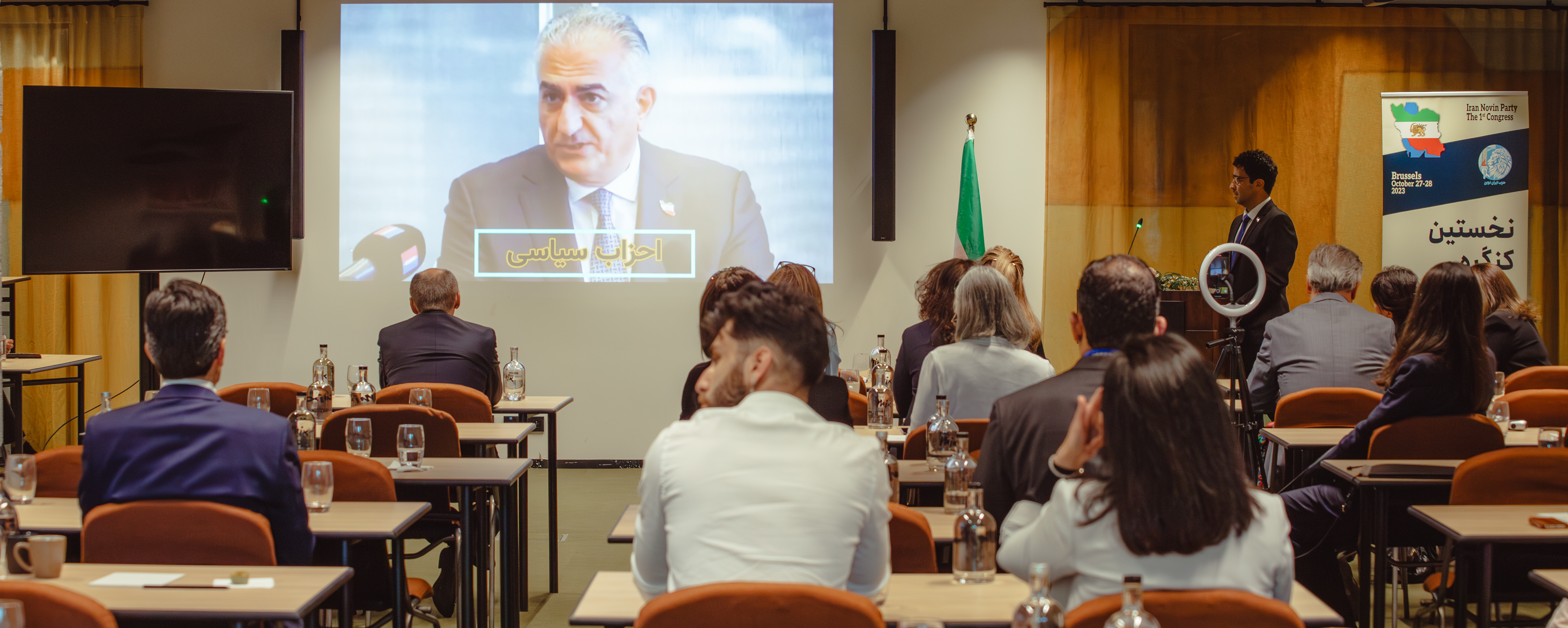
Botschaft des Kronprinzen Reza Pahlavi am 1. Tag des Kongresses der Iran-Novin-Partei (INP)

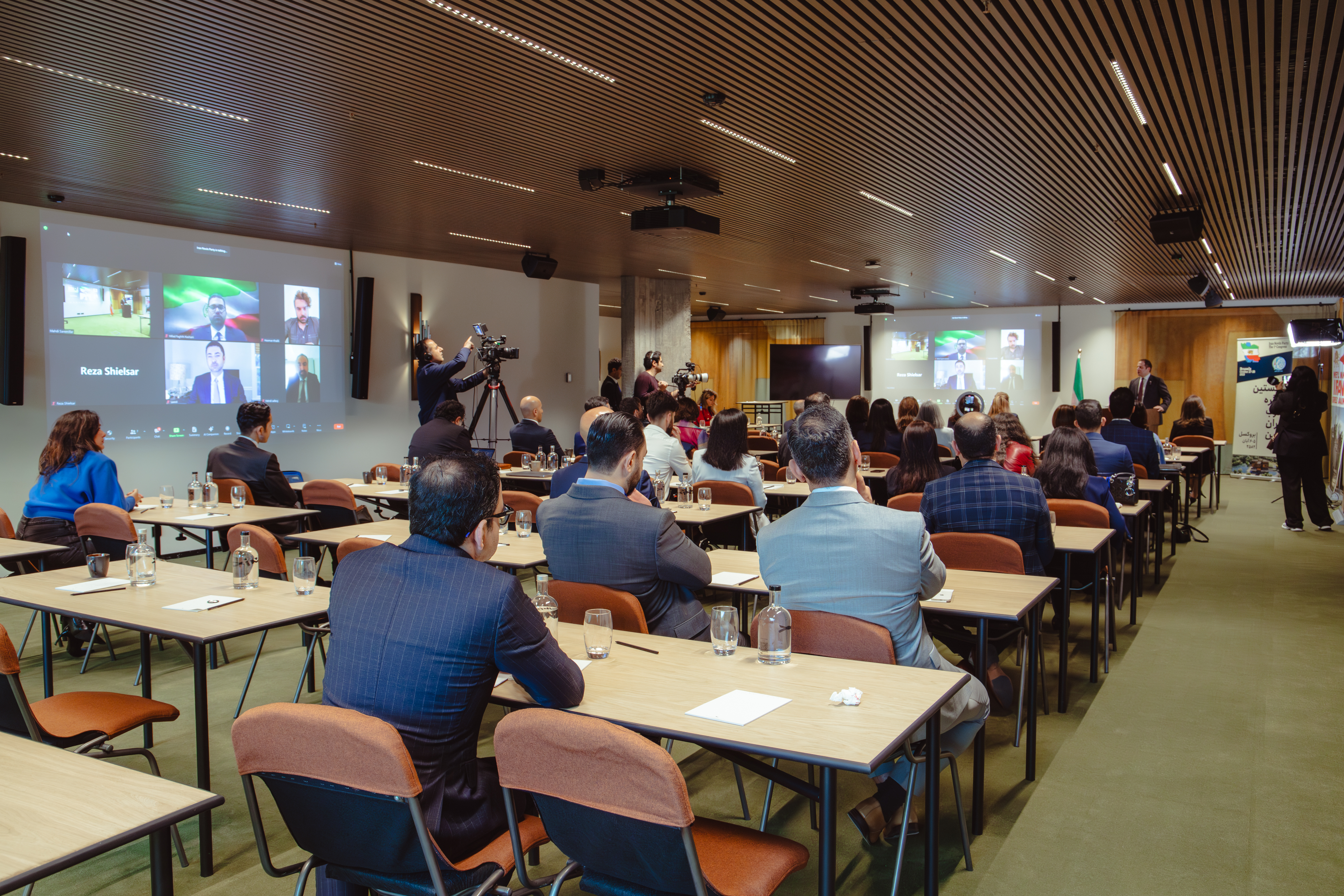
Mitglieder der Iran-Novin-Partei am 1. Tag des Kongresses der INP

Um sich eine demokratisch legitimierte Führung und ein von ihren Mitgliedern beschlossenes Parteiprogramm zu geben, fand der 1. Kongress der Iran-Novin-Partei am 27. und 28. Oktober 2023 in Brüssel, Belgien statt.

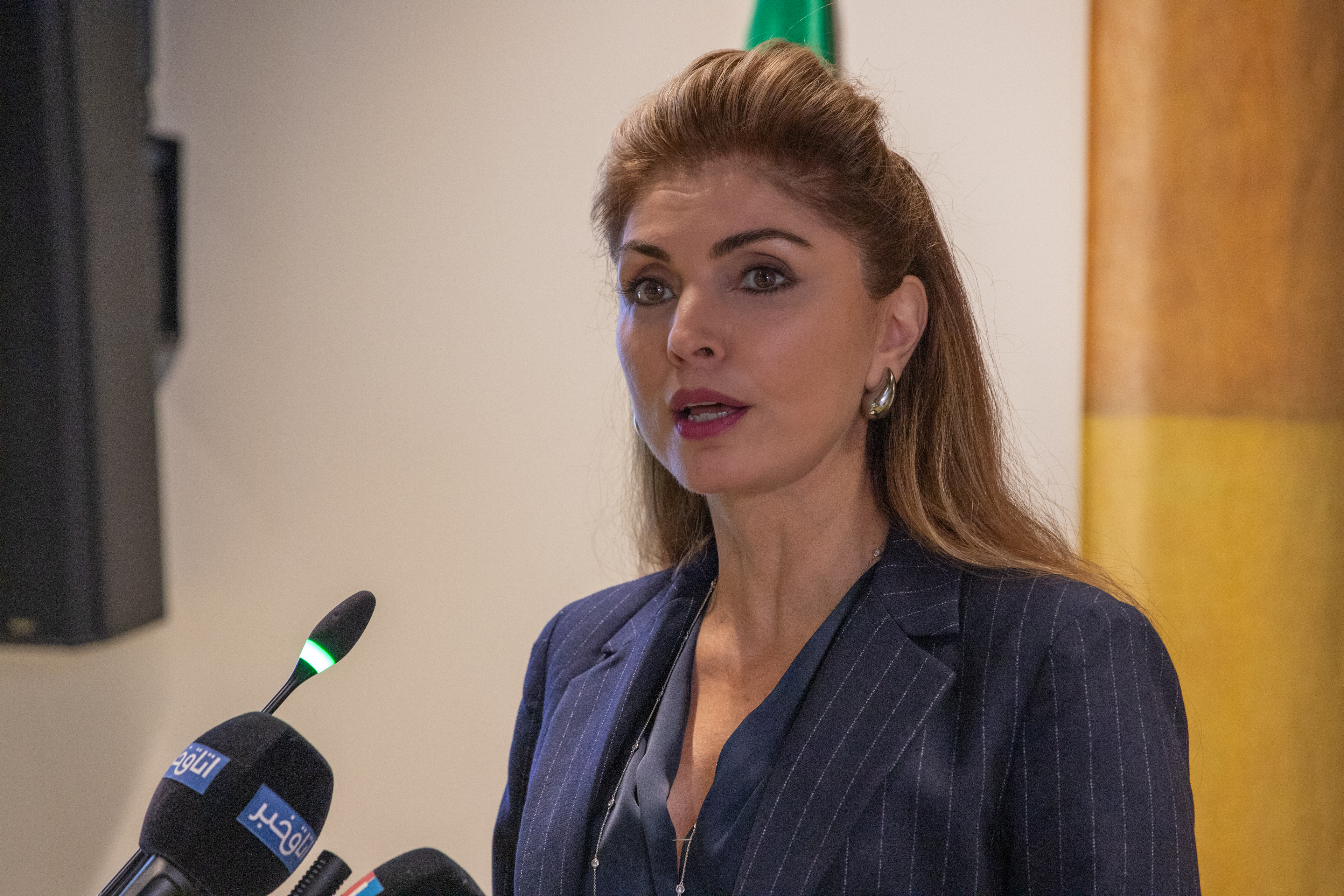
Yasmine Pahlavis Eröffnungsrede beim Gründungskongress der Iran-Novin-Partei (INP)

Die Eröffnungsrede wurde von Yasmine Pahlavi gehalten, die darin die Mitglieder der neuen Iran-Novin Partei (INP) an die große Tradition der alten Partei Neuer Iran erinnerte, deren handelnden Personen den Wohlstand und das Wohlergehen aller Iraner und Iranerinnen anstrebten. Sie forderte die neue Iran-Novin-Partei (INP) auf, sich stets dieser wichtigen Verantwortung verpflichtet zu fühlen.
Bei diesem Kongress wurde, neben der Wahl anderer Mitglieder der Führungsgremien der Partei, Dr. Hamed Sheibanyrad für eine zweijährige Amtszeit zum 1. Vorsitzenden der Iran-Novin-Partei gewählt. Nach seiner Wahl definierte er die bevorstehende Arbeit der INP in drei Etappen: Aktionen, die zum Zusammenbruch des Regimes der Islamischen Republik führen; Aktivitäten, die für die ersten 100 Tage nach dem Sturz des Regimes in der Übergangszeit zur Demokratie notwendig sein werden, sowie langfristige Maßnahmen nach der Etablierung der Demokratie im Land. Auch das Parteiprogramm wurde verabschiedet.
Andere politische Parteien wie die „Konstitutionelle Partei Irans – liberaldemokratisch“ (Constitutionalist Party of Iran) sowie der im Exil lebende iranische Kronprinz Reza Pahlavi gratulierten der Iran-Novin-Partei zu ihrem ersten Kongress.

## Politische Ansichten
Aus dem beim Gründungskongress im Oktober 2023 verabschiedeten Parteiprogramm können folgende Standpunkte der Iran-Novin-Partei hervorgehoben werden:

### Land und Staat
- Die  Iran-Novin-Partei betrachtet die Souveränität des Landes als unverzichtbares Prinzip, lehnt jegliche Beherrschung oder Einflussnahme durch ausländische Staaten ab und glaubt fest an den  nationalen und territorialen Zusammenhalt.
- Die Iran-Novin-Partei erkennt die persische Sprache als die historisch bezeugte Nationalsprache des Landes an und sieht diese Tatsache keineswegs im Widerspruch zur Anerkennung und Unterstützung sowie Verbreitung anderer gängiger Sprachen und Dialekte.
- Die Iran-Novin-Partei glaubt an die Marktwirtschaft und erachtet das  Vorhandensein staatlicher Regelungen und das Funktionieren des Marktes im Einklang mit diesen Regelungen als unverzichtbare Mittel  der Staatsführung.

### Regierung und Politik
- Die  Iran-Novin-Partei glaubt an den Liberalismus und hält den Säkularismus für eine notwendige und unverzichtbare Grundlage der liberalen Demokratie.
- Die  Iran-Novin-Partei betrachtet die Vorherrschaft des Rechts als ein unbestreitbares Qualitätskriterium der Staatsführung. Darüber hinaus bewertet die Partei die Vorherrschaft des demokratischen  Rechts, das auf der Gewaltenteilung beruht und die Bürgerrechte garantiert, als die wahre Verkörperung einer nachhaltigen Demokratie.
- Nach  Auffassung der Iran-Novin-Partei ist die Einhaltung der Grundsätze und des Inhalts der Allgemeinen Erklärung der Menschenrechte eine Voraussetzung für ein normales politisches Leben im Iran.

### Wirtschaft und Gesellschaft
- Die  Iran-Novin-Partei hält das Prinzip des Wettbewerbs und der Leistungsgesellschaft im politischen, sozialen und wirtschaftlichen Umfeld für die Entwicklung des Landes für erforderlich.
- Die  Iran-Novin-Partei ist überzeugt, dass es [im zukünftigen Iran] ein staatliches oder staatlich überwachtes Sozialversicherungssystem braucht.
- Die  Iran-Novin-Partei hält die Möglichkeit einer kostenlosen Schulbildung – zumindest bis zum Ende der Sekundarstufe – als  eine der grundlegenden Aufgaben der Regierung.

## Öffentlicher Zuspruch
Mit Hunderttausenden von Followern auf sozialen Netzwerken kann sich die Iran-Novin-Partei unter den iranischen Exil-Parteien einer vergleichsweise sehr großen Reichweite unter Iranern und Iranerinnen im In- und Ausland erfreuen.